# Ninja Re Bang Bang
"Ninja Re Bang Bang" (にんじゃりばんばん Ninjaribanban) là một bài hát của nữ ca sĩ người Nhật Bản Kyary Pamyu Pamyu nằm trong album phòng thu thứ hai của cô, Nanda Collection (2013). Ca khúc do Nakata Yasutaka sáng tác và sản xuất toàn bộ, lấy cảm hứng từ cuộc trò chuyện cùng với Kyary tại Kanazawa. "Ninja Re Bang Bang" là một bài hát thuộc thể loại electropop và dance-pop, tập trung phần lớn vào yếu tố bắt tai của điệp khúc. Hãng đĩa Unborde của Warner Music Japan phát hành bài hát dưới dạng đĩa đơn vào ngày 20 tháng 3 năm 2013. "Ninja Re Bang Bang" nhận về những đón nhận tích cực từ giới chuyên môn và công chúng. Bài hát dẫn đầu bảng xếp hạng Billboard Japan Hot 100 hàng tuần và được Hiệp hội Công nghiệp Ghi âm Nhật Bản (RIAJ) chứng nhận đĩa 2× Bạch kim tải nhạc số và đĩa Vàng nhạc chuông. 
Jun Tamukai phụ trách đạo diễn video âm nhạc (MV) "Ninja Re Bang Bang" với nội dung chỉ đơn giản là Kyary hóa thân thành kunoichi, khiêu vũ cùng với những con robot và thực hiện các tuyệt chiêu của một ninja nữ nhằm chiến đấu với phe ác. Theo Google Japan, "Ninja Re Bang Bang" là MV được xem trên YouTube nhiều nhất tại Nhật Bản trong năm 2013. Kyary từng trình diễn bài hát này tại nhiều buổi hòa nhạc và chuyến lưu diễn khác nhau. "Ninja Re Bang Bang" được sử dụng trong chiến dịch quảng cáo cho công ty điện thoại di động au và thương hiệu bánh ngọt Kimuraya Sohonten. Bài hát xuất hiện trong bộ phim Đấu trường âm nhạc (2016), Sát thủ John Wick: Phần 3 – Chuẩn bị chiến tranh (2019), và từng được Steve Aoki phối lại thành phiên bản mới. "Ninja Re Bang Bang" được đề cử Excellence Award tại Giải thưởng Ghi âm Nhật Bản lần thứ 55.

## Bối cảnh và sáng tác
Ý tưởng sáng tác "Ninja Re Bang Bang" xuất phát từ lúc ca sĩ Kyary Pamyu Pamyu cùng nhạc sĩ Nakata Yasutaka tham gia một sự kiện tại Kanazawa, Ishikawa và họ trò chuyện với nhau về việc hình tượng ninja phổ biến ở khu vực này. Cùng lúc, Kyary chuẩn bị quay video quảng cáo cho công ty điện thoại di động au tại một ngôi đền. Do vậy, Nakata muốn sáng tác một ca khúc quảng bá cho cô không chỉ mang đậm bản sắc "người Nhật" mà còn phải liên quan đến ninja. Sau khi nhận được bản demo với nhan đề "Ninja Re Bang Bang", Kyary cảm thấy bài hát vừa "bí ẩn" vừa "tuyệt vời". Trong quá trình thu âm, nữ ca sĩ từng bị viêm thanh quản và phải thu âm lại hai lần.
"Ninja Re Bang Bang" là một bài hát thuộc thể loại dance-pop và electropop kèm theo yếu tố chiptune. Ca từ của bài hát là sự pha trộn giữa tiếng Nhật và tiếng Anh, hoàn toàn không có ý nghĩa gì mà chỉ tập trung vào yếu tố bắt tai của điệp khúc. "Ninja Re Bang Bang" còn lồng ghép âm thanh tiếng chém của kiếm katana và tiếng bắn tung tóe xuyên suốt ca khúc, mà theo Kyary diễn tả thì đây là âm thanh chém chết một ai đó. Lúc trình diễn bài này, nữ ca sĩ liên tưởng đến những câu chuyện về ninja sát thủ do nhiều người am hiểu kể lại, chứ không đơn thuần là hình tượng ninja ném phi tiêu shuriken. Cả Kyary và Nakata đều không biết nhan đề "Ninja Re Bang Bang" có nghĩa là gì.

## Phát hành và đón nhận
Sau một thời gian "Ninja Re Bang Bang" được sử dụng làm nhạc quảng cáo và biểu diễn tại một số chặng lưu diễn, Kyary thông báo phát hành ca khúc này làm đĩa đơn vào ngày 20 tháng 3 năm 2013 gồm 2 ấn bản: bản đĩa vật lý tiêu chuẩn và phiên bản bán kèm sách ảnh giới hạn. Đĩa vật lý tiêu chuẩn sử dụng bức ảnh bìa Kyary diện trang phục phong cách oiran với mái tóc đỏ hình con bạch tuộc đang phun mực, trong khi bìa giới hạn là ảnh chụp Kyary thò đầu với họa tiết hoa lá xung quanh. Ngày 26 tháng 6 năm 2013, Kyary phát hành album phòng thu thứ hai Nanda Collection gồm có "Ninja Re Bang Bang" và các đĩa đơn đã được ra mắt trước đó. Phiên bản DVD giới hạn của album có chứa video âm nhạc (MV) của bài hát. Nhân dịp Record Store Day ngày 19 tháng 4 năm 2014, đĩa LP 7 inch giới hạn của "Ninja Re Bang Bang" được phát hành mà trong đó chỉ có một mặt là phiên bản thời lượng dài của bài hát.
BARKS đánh giá cao sự hiện diện của bài hát là hấp dẫn đến mức chỉ cần thưởng thức qua một lần là mãi nhớ. Ấn phẩm khẳng định sự kết hợp giữa âm hưởng Nhật Bản và thể loại electropop phong cách phương Đông đầy quyến rũ trong "Ninja Re Bang Bang" hoàn toàn có thể lôi cuốn người nghe ngay cả bên ngoài Nhật Bản. The Arts Fuse cũng đồng tình với BARKS là nhờ vào đoạn điệp khúc mà ngay cả "rào cản ngôn ngữ cũng không thể ngăn cản [bài hát] mắc kẹt trong đầu người nghe dù là người phương Tây hay bất kỳ ai." Tạp chí này cảm nhận phần giai điệu nhịp điệu nghe kỳ lạ như "tiếng khối gỗ va vào nhau". "Ninja Re Bang Bang" vươn lên dẫn đầu bảng xếp hạng Billboard Japan Hot 100 ở tuần thứ 6 trụ hạng. Cuối năm 2013, Dwango Co. công bố bài hát đứng hạng nhất bảng xếp hạng tải nhạc chuông Nhật Bản. Tính đến tháng 12 năm 2013, Hiệp hội Công nghiệp Ghi âm Nhật Bản (RIAJ) chứng nhận cho "Ninja Re Bang Bang" đĩa 2× Bạch kim tải nhạc số và đĩa Vàng nhạc chuông. Bài hát được đề cử giải Excellence Award tại Giải thưởng Ghi âm Nhật Bản lần thứ 55.

## Video âm nhạc
MV "Ninja Re Bang Bang" do Jun Tamukai phụ trách đạo diễn, được thực hiện vào khoảng cuối tháng 2 năm 2013 tại một trường quay ở tỉnh Kanagawa, Kantō. Quá trình ghi hình Kyary hoàn toàn ở phông nền xanh lục và sau đó được biên tập thêm bằng cách chèn các hoạt ảnh đồ họa 3D sử dụng công nghệ mô phỏng hình ảnh bằng máy tính (CGI). Kyary đóng hai vai trong MV "Ninja Re Bang Bang": một vai kunoichi diện trang phục đen vải satanh họa tiết hình thù đầy màu sắc cùng katana sau lưng; và một vai "công chúa tinh nghịch" mặc kimono màu hồng kẹp kanzashi làm bằng đầu búp bê. Maiko đảm nhận vai trò biên đạo múa cho Kyary và giúp nữ ca sĩ không chỉ nhập vai là một "ninja hoàn toàn" mà vẫn giữ lại được cá tính của nữ giới. Các phân cảnh này tận dụng hiệu ứng vật lý phim ảnh lẫn các đạo cụ trường quay như tấm bạt lò xo cho cảnh nhảy bật cao và chiếc quạt khổng lồ để tạo gió. Iijima Kumiko và Nemoto Asami lần lượt phụ trách tạo mẫu và làm tóc trang điểm cho Kyary. Buổi làm việc tiếp theo là lúc ghi hình chuyển động các vũ công phụ họa breaking mang phong cách Fūjin và Raijin, và một vũ công kunoichi có vũ đạo tương tự như Kyary.
Ngày 11 tháng 3 năm 2013, MV "Ninja Re Bang Bang" chính thức được phát hành. Nội dung MV chỉ đơn giản là Kyary nhập vai kunoichi và khiêu vũ cùng với những con robot được vẽ bằng CGI. Nữ ca sĩ thực hiện các tuyệt chiêu của một ninja nữ như ném shuriken, nhảy bật cao hay thậm chí là bắn laser nhằm chiến đấu với phe ác. Ngoài ra, MV còn có phân cảnh Kyary đứng ở phía trên một con cá chép Koi khổng lồ hoặc diện bộ kimono như một cô công chúa. Cuối năm 2013, Google Japan công bố "Ninja Re Bang Bang" là MV được xem trên YouTube nhiều nhất tại Nhật Bản trong năm 2013 khi thu về tổng cộng 26 triệu lượt xem. MV "Ninja Re Bang Bang" xuất hiện trong album tổng hợp video âm nhạc KPP MV01, phát hành ngày 30 tháng 9 năm 2015.

## Biểu diễn trực tiếp và sử dụng
Ngày 29 tháng 1 năm 2013, Kyary lần đầu trình diễn "Ninja Re Bang Bang" trong sự kiện Full Control Tokyo của công ty au giới thiệu ứng dụng điện thoại điều khiển vật dụng từ xa. Buổi biểu diễn được sử dụng làm nhạc quảng cáo cho au công chiếu trên truyền hình Nhật Bản từ ngày 15 tháng 2. Ngày 20 tháng 3 năm 2013, Kyary mặc trang phục kunoichi như MV, xuất hiện tại Tokyo Runway 2013 Spring/Summer để trình diễn trực tiếp "Ninja Re Bang Bang". Bài hát xuất hiện trong nhiều chuyến lưu diễn và buổi hòa nhạc của Kyary chẳng hạn như 100%KPP World Tour (2013), Nanda Collection World Tour (2014), KPP 2014 Japan Arena Tour (2014) và 5ive Years Monster World Tour (2016).
Ngày 24 tháng 3 năm 2013, một phiên bản parody của "Ninja Re Bang Bang" mà trong đó lời bài hát là loạt tên nhà ga ở Hokkaidō được xuất bản trên nền tảng đăng tải video Niconico. Kyary chia sẻ trên trang Twitter rằng là video đã khiến cô cười rất nhiều. "Ninja Re Bang Bang" xuất hiện trong trò chơi điện tử âm nhạc Reflec Beat Colette của Konami từ ngày 19 tháng 6 năm 2013. Bài hát được sử dụng trong phim hoạt hình Mỹ Đấu trường âm nhạc (2016) ở phân cảnh 5 cô bé gấu trúc đỏ tập diễn. "Ninja Re Bang Bang" còn xuất hiện trong phim hành động tội phạm Mỹ Sát thủ John Wick: Phần 3 – Chuẩn bị chiến tranh (2019) ở cảnh nhà hàng sushi. Năm 2020, Steve Aoki phối lại thành phiên bản mới với tên gọi "Ninja Re Bang Bang (Steve Aoki Remix)" để làm bài hát chủ đề cho tựa game miễn phí Ninjala. Năm 2022, hình ảnh MV ca khúc được sử dụng để quảng bá hộp 5 bánh anpan với tên gọi Ninjari Anpan (にんじゃりあんぱん) từ tiệm Kimuraya Sohonten.

## Danh sách bài hát
| - Đĩa đơn CD tiêu chuẩn và phiên bản giới hạn 1. "Ninja Re Bang Bang" – 4:26 2. "Unite Unite" – 3:13 3. "Minna no Uta" (Extended Mix) – 5:47 - Đĩa LP 7 inch 1. "Ninja Re Bang Bang" (Extended Version) – 5:43 | - EP độc quyền 1. "Ninja Re Bang Bang" – 4:26 2. "Unite Unite" – 3:13 3. "Minna no Uta" (Extended Mix) – 5:47 4. "Pamyurevomedley" – 0:45 |

## Đội ngũ sản xuất
Thông tin ghi công được lấy từ ghi chú trong đĩa đơn CD của bài hát.
- Nakata Yasutaka – sáng tác, biên khúc, thu âm, phối trộn và master
- Steve Nakamura – chỉ đạo hình ảnh và thiết kế
- Konishi Shinji – làm tóc và trang điểm
- Hanzawa Takeshi – nhiếp ảnh
- Iijima Kumiko – tạo mẫu

## Bảng xếp hạng
| Bảng xếp hạng (2013)     | Vị trí cao nhất |
| ------------------------ | --------------- |
| Nhật Bản (Japan Hot 100) | 1               |
| Nhật Bản (Oricon)        | 3               |

| Bảng xếp hạng (2013)     | Vị trí |
| ------------------------ | ------ |
| Nhật Bản (Japan Hot 100) | 8      |

## Chứng nhận
| Quốc gia                                                                           | Chứng nhận  | Số đơn vị/doanh số chứng nhận |
| ---------------------------------------------------------------------------------- | ----------- | ----------------------------- |
| Nhật Bản (RIAJ) Tải kỹ thuật số                                                    | 2× Bạch kim | 500.000*                      |
| Nhật Bản (RIAJ) Nhạc chuông                                                        | Vàng        | 100.000*                      |
| * Chứng nhận dựa theo doanh số tiêu thụ. ^ Chứng nhận dựa theo doanh số nhập hàng. |             |                               |